# Chameleon Circuit
Chameleon Circuit («Ланцюг хамелеона») — британський рок-гурт, утворений в серпні 2008 року. Відмінною рисою колективу є тема пісень: обидва альбоми гурту присвячені популярному британському телесеріалу «Доктор Хто». Дебютний альбом «Chameleon Circuit» з однойменною назвою був випущений 1 червня 2009 року. На початку 2011 року розпочалася робота над другим альбомом «Still Got Legs», реліз якого відбувся 12 липня 2011 року.
Також у травні 2010 року було видано як сингл кавер-версію пісні Кета Стівенса «Here Comes My Baby» разом з гуртом «Sons of Admirals».
За стилем гурт віднесено до жанру «Візард-рок»

## Дискографія

### Альбоми
| Назва             | Подробиці                                                                              |
| ----------------- | -------------------------------------------------------------------------------------- |
| Chameleon Circuit | - Видано: 1 червня 2009. - Лейбл: DFTBA Records. - Формат: Компакт-диск, завантаження. |
| Still Got Legs    | - Видано: 12 липня 2011. - Лейбл: DFTBA Records. - Формат: Компакт-диск, завантаження. |

### Сингли
| Назва                | Рік  |
| -------------------- | ---- |
| «Here Comes My Baby» | 2010 |

### Кліпи
| Рік  | Назва                     |
| ---- | ------------------------- |
| 2009 | «An Awful Lot of Running» |
| 2010 | «Type 40»                 |
| 2011 | «Blink» (unofficial)      |
| 2011 | «Kiss The Girl»           |
| 2012 | «The Big Bang 2»          |
| 2013 | «Teenage Rebel»           |
| 2013 | «The Doctor Is Dying»     |

## Учасники гурту
Поточний склад
- Alex Day — вокал, гітара, бас (2008-теперішній час).
- Чарлі Макдоннел — вокал, гітара, синтезатор, мелодика, стилофон (2008-теперішній час).
- Лаям Драйден — вокал, синтезатор, баси (2008-теперішній час).
- Ед «Еддплант» (англ. eggplant — «баклажан») Бланн — вокал, гітара (2011-теперішній час).
- Майкл Еранда — бек-вокал, гітара, мікшування (2011-теперішній час).

Колишні учасники
- Кріс «Рудий Кріс» Бітті — вокал, гітара, гавайська гітара (2008–2009).